# José Vieira da Costa
José Vieira da Costa (Porto, 1908. február 13. – 1981. augusztus 6.) portugál nemzetközi labdarúgó-játékvezető.

## Pályafutása

### Nemzeti játékvezetés
Az I. Liga játékvezetőjeként 1954-ben vonult vissza.

### Nemzetközi játékvezetés
A Portugál labdarúgó-szövetség Játékvezető Bizottsága (JB) terjesztette fel nemzetközi játékvezetőnek, a Nemzetközi Labdarúgó-szövetség (FIFA) 1950-től tartotta nyilván bírói keretében. Több nemzetek közötti válogatott és klubmérkőzést vezetett, vagy működő társának partbíróként segített. A portugál nemzetközi játékvezetők rangsorában, a világbajnokság-Európa-bajnokság sorrendjében többedmagával a 22. helyet foglalja el 1 találkozó szolgálatával. Az aktív nemzetközi játékvezetéstől 1954-ben búcsúzott. Válogatott mérkőzéseinek száma: 2.

#### Labdarúgó-világbajnokság
A világbajnoki döntőhöz vezető úton Brazíliába a IV., az 1950-es labdarúgó-világbajnokságra és Svájcba az V., az 1954-es labdarúgó-világbajnokságra a FIFA JB partbíróként/bíróként alkalmazta. 1950-ben kifejezetten partbírói szolgálatot végzett: kettő csoportmérkőzésen és az egyik csoportgyőztesek körmérkőzésén működött. 1954-ben kettő csoportmérkőzésen szolgált partbíróként. Világbajnokságon vezetett mérkőzéseinek száma: 1+5 (partbíró).

##### 1954-es labdarúgó-világbajnokság

###### Világbajnoki mérkőzés
| Időpont          | Helyszín               | Mérkőzés típusa              | Mérkőzés         | Eredmény | Nézők száma |
| ---------------- | ---------------------- | ---------------------------- | ---------------- | -------- | ----------- |
| 1954. június 17. | Wankdorf Stadion, Bern | csoportmérkőzés (B. csoport) | NSZK–Törökország | 4 : 1    | 28 000      |

##### Nemzetközi kupamérkőzések
Vezetett kupadöntők száma: 1.

#### Latin Kupa
| Időpont         | Helyszín               | Mérkőzés típusa | Mérkőzés                | Eredmény | Nézők száma |
| --------------- | ---------------------- | --------------- | ----------------------- | -------- | ----------- |
| 1953. június 7. | Luz Stadion, Lisszabon | döntő           | Stade de Reims–AC Milan | 3 : 0    | 15 000      |